# Prieuré Saint-Clément
Le prieuré Saint-Clément est un ancien monastère bénédictin situé à Craon, en France.

## Localisation
Cet ancien prieuré est situé dans le département français de la Mayenne, à l'ouest du bourg de Craon.

## Histoire
Le prieuré dépendait de l'abbaye de la Trinité de Vendôme, ce qui, au XIe siècle, génère un conflit avec le seigneur de Craon, Maurice Ier de Craon, qui réclame au prieuré Saint-Clément le paiement de droits féodaux. Geoffroi de Vendôme, abbé de la Trinité, bien que cousin de Maurice, le fait excommunier par l'évêque d'Angers Renaud de Martigné et condamner par le comte d'Anjou Geoffroi Martel en 1105. Maurice doit alors renoncer à ses prétentions.

## Architecture
Le logis du Portail, les façades et les toitures de ses dépendances et les murs de clôture du jardin de la Fontaine, les façades et les toitures des anciens dortoir et réfectoire du prieuré, avec pavillon en retour au nord, ainsi que leur escalier principal et la seule pièce subsistante à l'étage, les façades et les toitures des celliers médiévaux, les vestiges de la chapelle Notre-Dame-la-Grande et le clos du cimetière, les vestiges et le sol d'assiette archéologique de l'ancienne église, du cloître et du chapitre sont inscrits au titre des monuments historiques par arrêté du 13 février 1989.